# ديا فرامبتون
ديا فرامبتون (بالإنجليزية: Dia Frampton)‏ هي مغنية وكاتبة أغاني أمريكية ولدت في يوم 2 أكتوبر 1987 في بلدة درابر في ولاية يوتا، اشتهرت بعد مشاركتها في برنامج ذا فويس في الموسم الأول، حيث حلت بالمرتبة الثانية، شكلت بعد ذلك فرقة ميغ أند ديا مع شقيقتها ميغان فرامبتون.

## روابط خارجية
- ديا فرامبتون على موقع IMDb (الإنجليزية)
- ديا فرامبتون على موقع ميوزك برينز (الإنجليزية)
- ديا فرامبتون على موقع أول ميوزيك (الإنجليزية)
- ديا فرامبتون على موقع ديسكوغز (الإنجليزية)
- ديا فرامبتون على موقع قاعدة بيانات الفيلم (الإنجليزية)